# Анагностис Пецавас
Анагностис Пецавас, още Пицявас или Пидзявас (на гръцки: Αναγνώστης Πετσάβας, Πιτσιάβας, Πιτζιάβας), е гръцки революционер, участник в Гръцката война за независимост.

## Биография
Пецавас е роден в берското село Восово. Произхожда от голямо семейство клефти. Също става клефт и действа в района на Олимп (Платамонас). При избухването на Гръцката революция участва заедно с чичо си Михаил (Михалис) Пецавас в Негушкото въстание. След разрушаването на Негуш в 1822 година, продължава борбата в Олимп под ръководството на Адамандиос Николау.
След разгрома на въстаниците в Централна Македония, отвежда четата си от олимпийци в Аспропотамос. Там с четата си подпомага Атанасиос Стурнарас. Жени се за дъщерята на Стурнарас. След това начело на 300 души се сражава под командването на Анастасиос Каратасос на Евбея и Скиатос. Под командването на Николаос Криезотис се сражава при Аталанти и на Трикери. През 1828 той бяга със семейството си на Скопелос. След създаването на редовна войска, сава офицер при Криезотис. Служи в същата част като чичо си Михаил и брат си, които са убити през май 1832 г. при бунтове в Арахова и той поема командването на частта. В 1832 частта му е преместена в Навплио. След демобилизацията на 1848 г. се мести в Халкида, откъдето в 1865 г. изпраща писмо до Комитета на борбата с искане за компенсации, тъй като е вложил цялото си състояние в борбата.